# Eliédson
Eliédson Pereira de Souza (Jaguaruna, 17 marzo 2003) è un calciatore brasiliano, centrocampista del Caxias in prestito dal Criciúma.

## Carriera
È cresciuto nel settore giovanile del Criciúma, con cui ha debuttato in prima squadra il 13 giugno 2022 nell'incontro del Campeonato Catarinense Série B vinto 3-1 contro l'Atlético Catarinense. Tornato in Under-20 nell'annata successiva, nel 2024 è stato definitivamente promosso in prima squadra ed il 18 aprile ha esordito in Série A nell'incontro pareggiato 1-1 contro l'Atlético Mineiro.

## Statistiche

### Presenze e reti nei club
Statistiche aggiornate al 6 gennaio 2025.
| Stagione        | Squadra         | Campionato      | Campionato | Campionato | Coppe nazionali | Coppe nazionali | Coppe nazionali | Coppe continentali | Coppe continentali | Coppe continentali | Altre coppe | Altre coppe | Altre coppe | Totale | Totale | Totale |
| Stagione        | Squadra         | Comp            | Pres       | Reti       | Comp            | Pres            | Reti            | Comp               | Pres               | Reti               | Comp        | Pres        | Reti        | Pres   | Reti   |        |
| --------------- | --------------- | --------------- | ---------- | ---------- | --------------- | --------------- | --------------- | ------------------ | ------------------ | ------------------ | ----------- | ----------- | ----------- | ------ | ------ | ------ |
| 2022            | Criciúma        | B/SC            | 2          | 0          | CB              | 0               | 0               |                    | -                  | -                  | CSC         | 0           | 0           | 2      | 0      |        |
| 2023            | Criciúma        | PD/SC+B         | 0          | 0          | CB              | 0               | 0               |                    | -                  | -                  |             | -           | -           | 0      | 0      |        |
| 2024            | Criciúma        | PD/SC+A         | 13+5       | 0          | CB              | 2               | 0               |                    | -                  | -                  | RC          | 1           | 0           | 21     | 0      |        |
| Totale carriera | Totale carriera | Totale carriera | 20         | 0          |                 | 2               | 0               |                    | -                  | -                  |             | 1           | 0           | 23     | 0      |        |

## Palmarès

### Club

#### Competizioni statali
- Copa Santa Catarina: 1

Criciúma: 2022
- Campeonato Catarinense Série B: 1

Criciúma: 2022
- Campionato Catarinense: 2

Criciúma: 2023, 2024
- Recopa Catarinense: 1

Criciúma: 2024